# Tênia (vestuário)

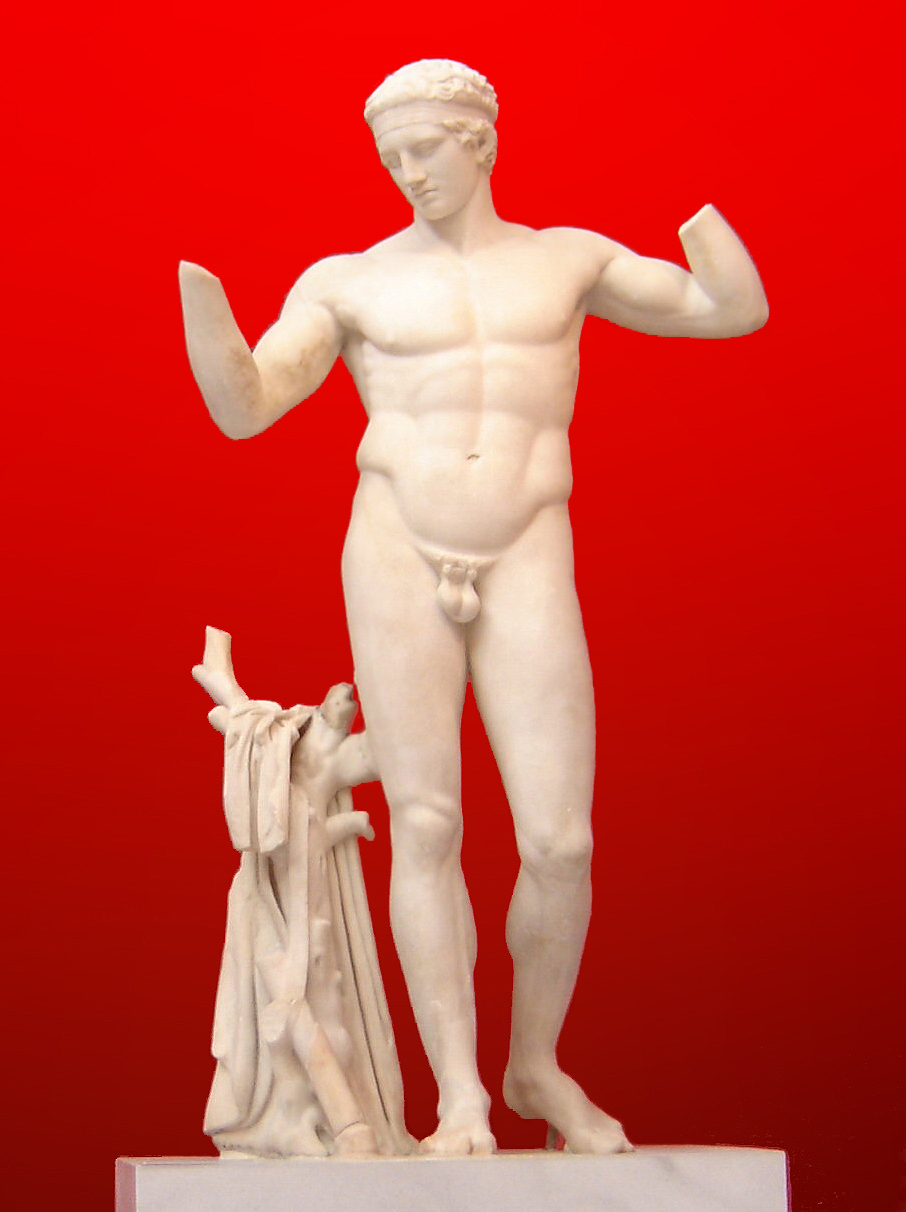
Diadúmeno ateniense de Policleto

Ténia (português europeu) ou Tênia (português brasileiro) (em latim: taenia; em grego clássico: ταινία; romaniz.: tainía), na Grécia Antiga, era uma fita utilizada para amarrar a cabeça em festivais gregos. Segundo Pausânias, até mesmo os deuses trajavam as tênias. Imagens cultuais, árvores, monumentos, urnas, animais sacrificiais e mortos por vezes apareciam portando tênias. Tais fitas foram depois adotadas pelos romanos. Um tipo similar de fita chamada diadema seria utilizada como símbolo régio pelos reis helênicos.

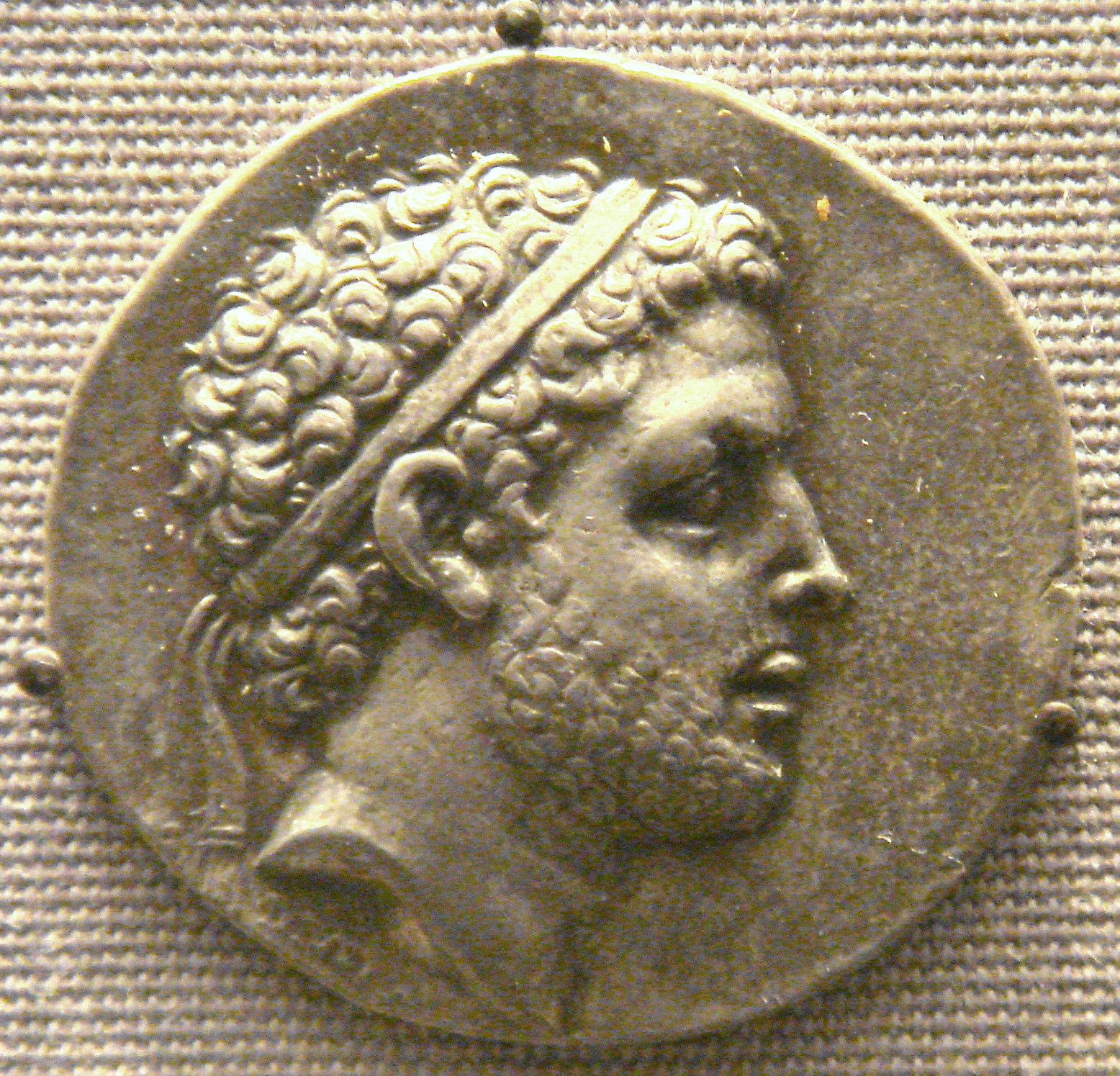
Dracma com efígie de Perseu da Macedônia com uma diadema
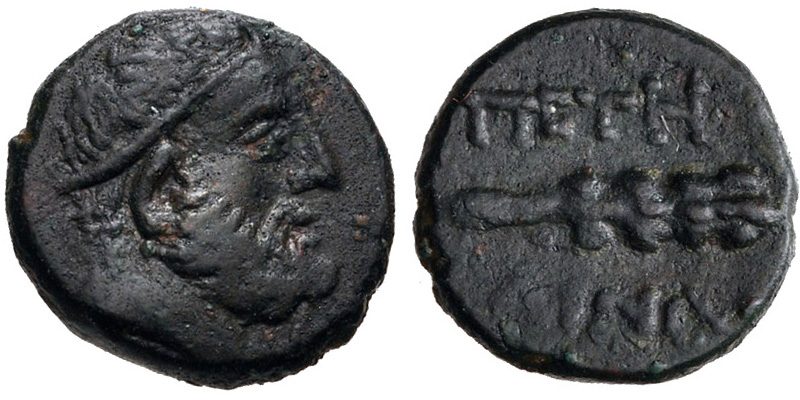
Moeda de bronze de Petélia, na Calábria, com efígie de Héracles com tênia. c. 216−204 a.C.